# لانگواید ام لاش
لانگواید ام لاش (به آلمانی: Langweid am Lech) یک شهر در آلمان است که در آوگسبورگ واقع شده‌است.